# Finnören
Finnören är ett skär i Åland (Finland). Det ligger i Skärgårdshavet och i kommunen Vårdö i landskapet Åland, i den sydvästra delen av landet. Ön ligger omkring 32 kilometer öster om Mariehamn och omkring 250 kilometer väster om Helsingfors.
Öns area är 1,5 hektar och dess största längd är 210 meter i sydöst-nordvästlig riktning. I omgivningarna runt Finnören växer i huvudsak barrskog.Runt Finnören är det mycket glesbefolkat, med 6 invånare per kvadratkilometer.. Närmaste större samhälle är Föglö, 14,1 km söder om Finnören.

## Klimat
Inlandsklimat råder i trakten. Årsmedeltemperaturen i trakten är 6 °C. Den varmaste månaden är augusti, då medeltemperaturen är 16 °C, och den kallaste är januari, med −3 °C.